# Álex Mumbrú
Álex Mumbrú Murcia (Barcellona, 12 giugno 1979) è un allenatore di pallacanestro ed ex cestista spagnolo, di ruolo ala piccola.

## Carriera
Alto 202 cm per 105 kg, ha giocato anche nella Joventut Badalona, squadra catalana, e nel Real Madrid. Nel 2009, Mumbrú diventa un free agent con restrizione e viene acquistato da Bilbao.
Ha fatto parte del roster della nazionale spagnola vittoriosa ai Mondiali 2006.

## Palmarès

### Giocatore

#### Club
- Campionato spagnolo: 1

Real Madrid: 2006-07
- Liga catalana: 2

Joventut Badalona: 1998, 2005
- ULEB Cup: 1

Real Madrid: 2006-07
- FIBA EuroCup: 1

Joventut Badalona: 2005-06

#### Nazionale
- Olimpiadi:

 Pechino 2008
- Mondiali:

 Giappone 2006
- Europei:

 Polonia 2009
 Spagna 2007
- Giochi del Mediterraneo:

 Tunisi 2001
 Almería 2005